# Alberto Chividini
Alberto Chividini (* 23. Februar 1907 in Buenos Aires; † 31. Oktober 1961) war ein argentinischer Fußballspieler, der mit der Nationalmannschaft seines Heimatlandes an der Fußball-Weltmeisterschaft 1930 teilnahm.

## Karriere
Alberto Chividini spielte zunächst von 1929 bis 1930 für den Verein Central Norte Tucumán. Nach einem Jahr dort wechselte er zu Estadiantes Porteño, wo er auch nur ein Jahr blieb und 1932 zu CA San Lorenzo de Almagro ging. Bei dem Verein aus Buenos Aires spielte er zusammen unter anderem mit dem brasilianischen Stürmer Waldemar de Brito oder dem ehemaligen Spanier Isidro Lángara. Mit San Lorenzo de Almagro gelang dem Verteidiger einmal der Gewinn der argentinischen Fußballmeisterschaft, und zwar in der Spielzeit 1933, als man in der Tabelle den ersten Platz belegte mit einem Punkt Vorsprung vor den Boca Juniors. Einen weiteren Titel konnte Chividini nicht gewinnen. Er beendete seine fußballerische Laufbahn im Jahre 1938 im Alter von 31 Jahren.
In der Fußballnationalmannschaft Argentiniens brachte es Alberto Chividini zwischen 1929 und 1930 zu drei Einsätzen. Sein erstes Länderspiel bestritt er am 10. November 1929 gegen Paraguay im Rahmen der Campeonato Sudamericano. Das Spiel gewann Argentinien mit 4:1 im Estadio El Gasómetro von Buenos Aires. Im gleichen Turnier wurde er auch ein zweites Mal eingesetzt, nämlich beim 2:0-Sieg über Uruguay im gleichen Stadion. Ein Jahr später wurde Chividini von Argentiniens Nationaltrainer Francisco Olazar für die Fußball-Weltmeisterschaft 1930 nominiert. Bei dem Turnier in Uruguay kam Alberto Chividini einmal zum Einsatz. Dieses eine Spiel hatte er beim 6:3-Sieg seiner Mannschaft über Mexiko im Estadio Centenario von Montevideo in einem Vorrundenspiel. Danach kam er bei dem Turnier nicht mehr zum Einsatz, während seine Mannschaft bis ins Finale kam und erst dort an Gastgeber Uruguay scheiterte. Nach der Weltmeisterschaft endete Chividinis Länderspielkarriere.